# 受胎告知 (エル・グレコ)
受胎告知（じゅたいこくち）もしくは托身（たくしん）とは、聖書のエピソードの一つ受胎告知をテーマにしたエル・グレコによる一連の作品群。

## モデナの三連祭壇画における受胎告知 (1568年)

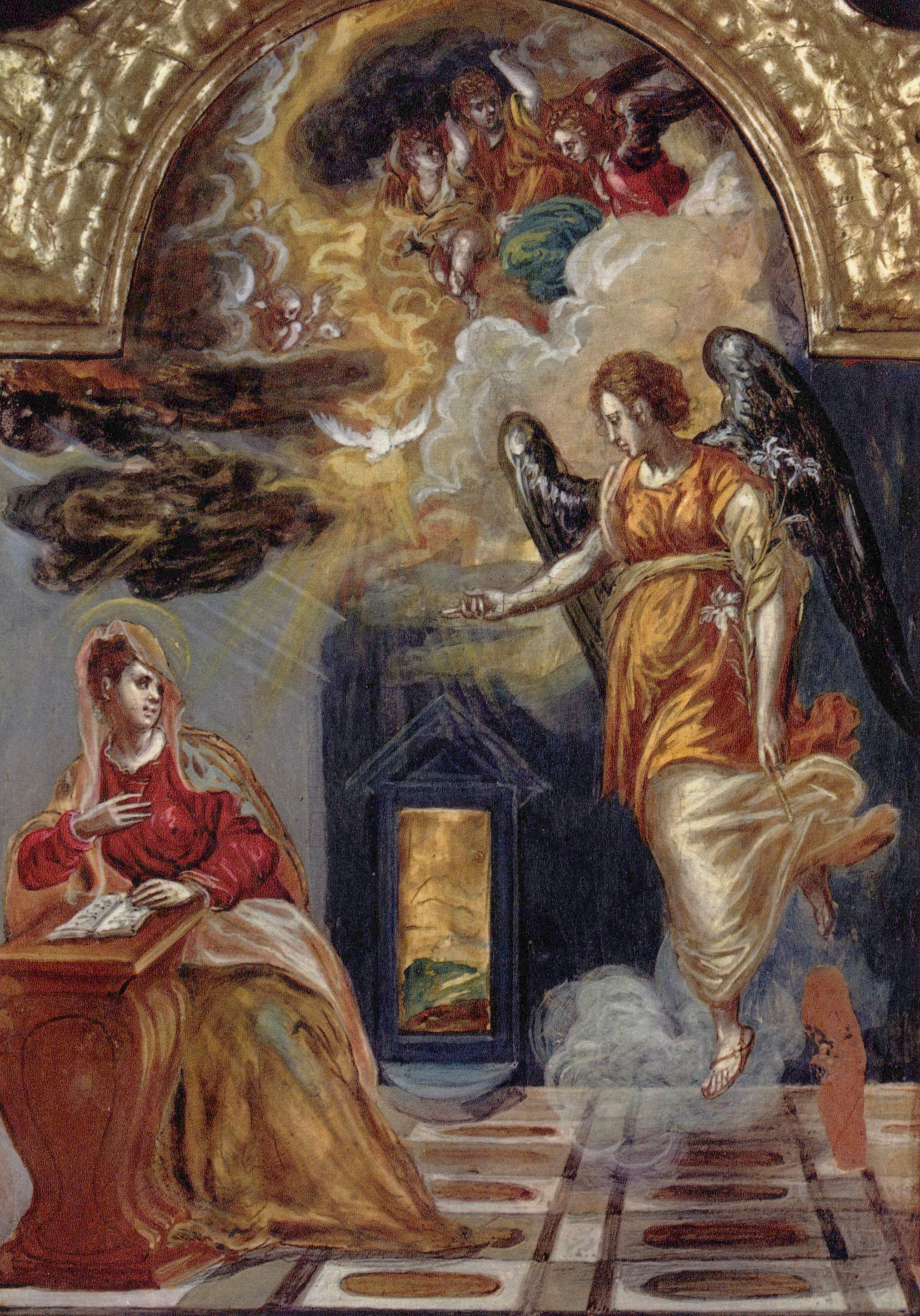
1568年
テンペラ 24cm×18cm
モデナ エステンセ美術館

本作は『モデナの三連祭壇画』(エステンセ美術館) を構成する一部として組み込まれている。

## イタリアの受胎告知 (1570年)

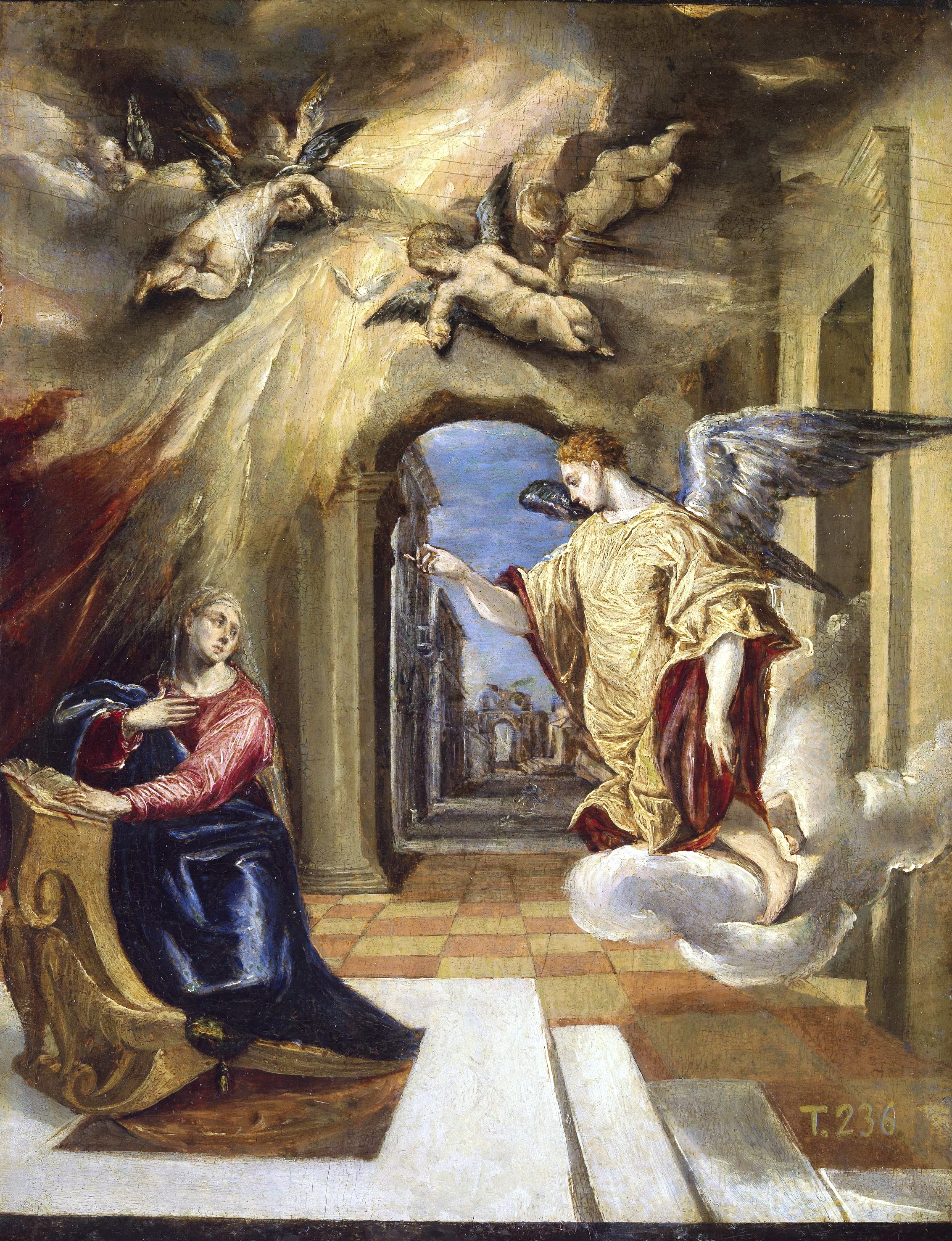
1570年
油彩 26.7cm×20cm
『受胎告知』 マドリード、 プラド美術館

『受胎告知』 マドリード 、プラド美術館 (1570-1572年)
ヴェネツィア滞在後期に描かれた作品である。その小ささから習作、工房用のひな形である可能性が指摘されている。祈祷台に向かって膝間づいている聖母が、天使の来訪に驚き読書をやめた姿を描いている。ヴェネツィア派の画法と、ティツィアーノの同作の影響、そしてティントレットの空間表現の影響が見られる。また、黄金の色使いなどから、ビザンティンの影響も読み取れる。

## イタリア後期の受胎告知 (1576年)

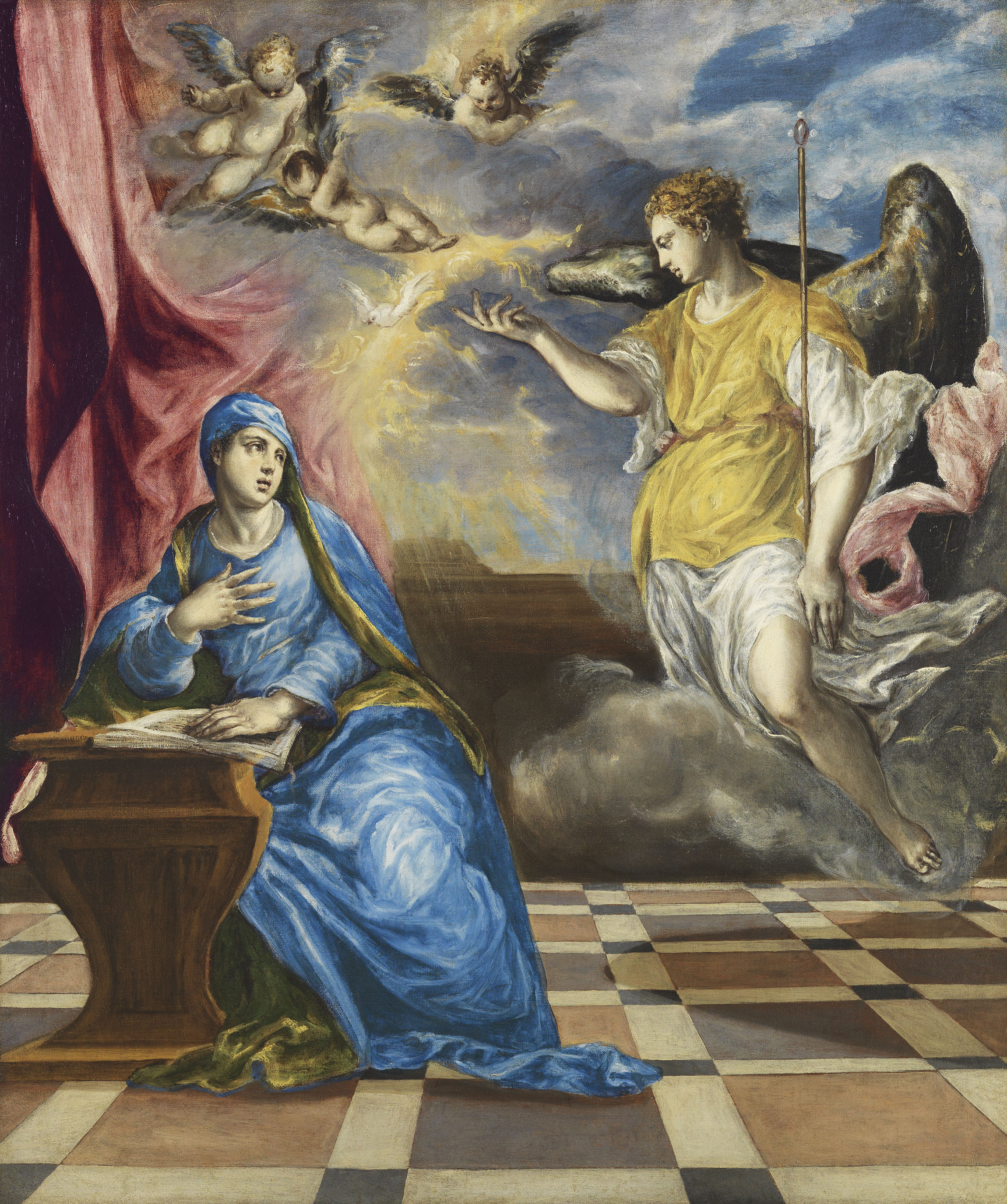
1576年
油彩 114cm×67cm
『受胎告知』 マドリード、 ティッセン＝ボルネミッサ美術館

『受胎告知』 マドリード 、ティッセン＝ボルネミッサ美術館 (1575-1576年)
この聖書内のエピソードの扱いに変化が表れている。本作はイタリア滞在後期に描かれ、ヴェネツィア派の影響が見られる。そのためグレコがイタリアからスペインに移住する直前にヴェネツィアを再訪したという説もあるが、決定的ではない。上述した《モデナの三連祭壇画》から技術は大きく進歩しており、中でも構図や人物表現においてルネサンスの古典的調和を実現している。ガブリエルとマリアの配置は、構図の中で安定と均衡を表現している。またマリアには正確なデッサンと肉付けがされており、ガブリエルはそれに対して優美なプロポーションがとられているだけでなく、聖霊の象徴である白鳩を指すポーズに、威厳と高貴さが備わっている。聖母が祈祷台の上で大天使の話に耳を傾ける様子はヴェロネーゼに、光や色合いはティツィアーノに、物の形や扱いはティントレットに類似している。空間表現に建築的要素が取り込まれているのも本作の特徴である。敷石は透視図法を使って色分けされ、明快で自然な空間の奥行きを作り出している。一方で人物の背後にある欄干は、奥行きを遮断して簡潔で安定した舞台にまとめている。また、シンプルな建築の中に人物や物を設置することで、現実感を出そうとしている。色彩構成も豪華で強いコントラストを含んでいる。具体的例として挙げられるのは、赤いカーテンとマリアの青い衣装、ガブリエルの白衣と黄色のチュニックがある。これらは《フェリペ2世の栄光》の天井部分との類似が見られる。また、背景は幻想的な効果が使われており、ヴェロネーゼやティツィアーノとの関連性も指摘されている。背景の大気の表現と逆巻く雲と閃光によってそれは創り出されている。また、油彩技法も前作と比べて熟達し、筆触はメトロポリタン美術館の《盲人を癒すキリスト》に類似している。また基本的構成要素はのちの受胎告知にも継承される。

## 大原美術館の受胎告知 (1590年)

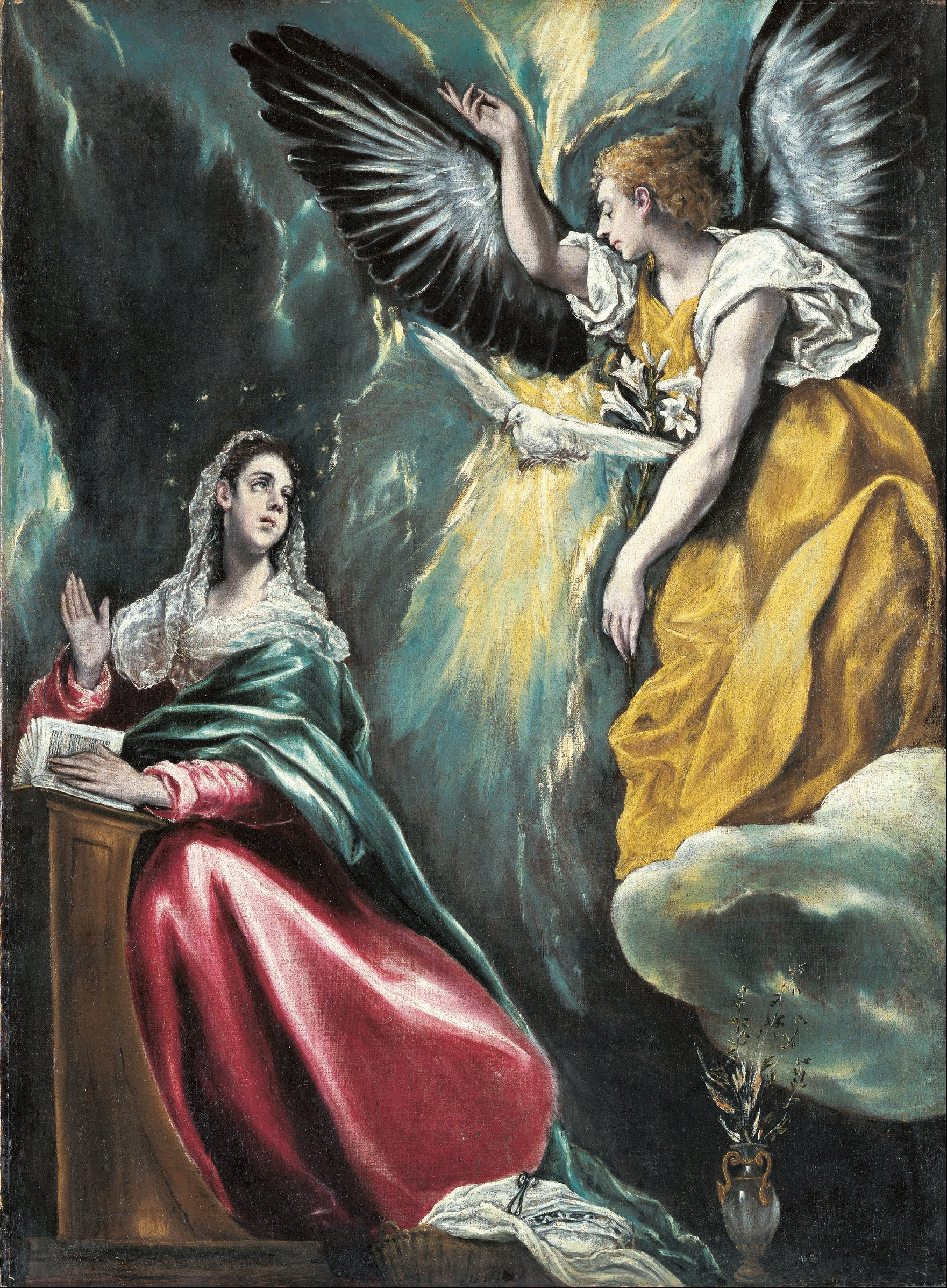
1590年 - 1603年
油彩 109.1cm×80.2cm
岡山県 大原美術館

### 来歴（大原美術館の受胎告知）
本作は日本のエル・グレコの知名度の上昇と強い関係性がある。1914年、雑誌『白樺』第5年9月特集号に『オルガス伯の埋葬』他10点の図版と小泉鉄によるグレコの小伝が紹介された。それ以降『白樺』第11号4月までさらに9点の図版が紹介された。1916年、白樺派の準同人の木村荘八による小冊『エル・グレコ』が刊行された。1910年代に表現主義の先駆者としてドイツを中心にグレコは再評価されていた。その中で当時近代美術批評の先駆者であったマイヤー・グレーフェの所見を、当時の白樺派は吸収していた可能性を松井は指摘している。さらに西欧の再評価運動が数年後の受胎告知の招来に影響したとしている。1922年当時フランスに滞在していた児島虎次郎は、とあるパリの画廊でエル・グレコの『受胎告知』という作品が売りに出されていたのを眼にした。この作品の素晴しさを見抜いた児島ではあったが手持ちがなかったため、自身の出資者である大原孫三郎に送金を依頼、大原も送られてきた写真を見て了承し、児島は『受胎告知』を購入すると日本へ持ち帰った。結果的にこの二人の判断は的中し、現在では『受胎告知』が日本にあることは奇跡とまで言われている。なおこの作品の選定に当たって、当時のパリ画壇における重鎮であったアマン・ジャンが関与した。日本にあるエル・グレコの作品は、これと国立西洋美術館にある『十字架のキリスト』（制作年不明）の2点のみである。その後1930年に大原美術館にて展示された。

### 後世への影響
本作について美術評論家で大原美術館の館長である藤田慎一郎は真珠湾攻撃が行われた1941年時点では、日本で見られる西洋の古典絵画がこの作品しかなかったとしており、第二次世界大戦敗戦後に美術館を訪れた美術好きの高級将校が、本作を贋作と断言したエピソードを紹介している。堀辰雄は1941年12月の書簡である「古墳」と1943年3月に『大和路・信濃路』の「斑雪」にてこの作品を鑑賞したことについて言及している。

## ブダペスト国立西洋美術館の受胎告知 (1595年)

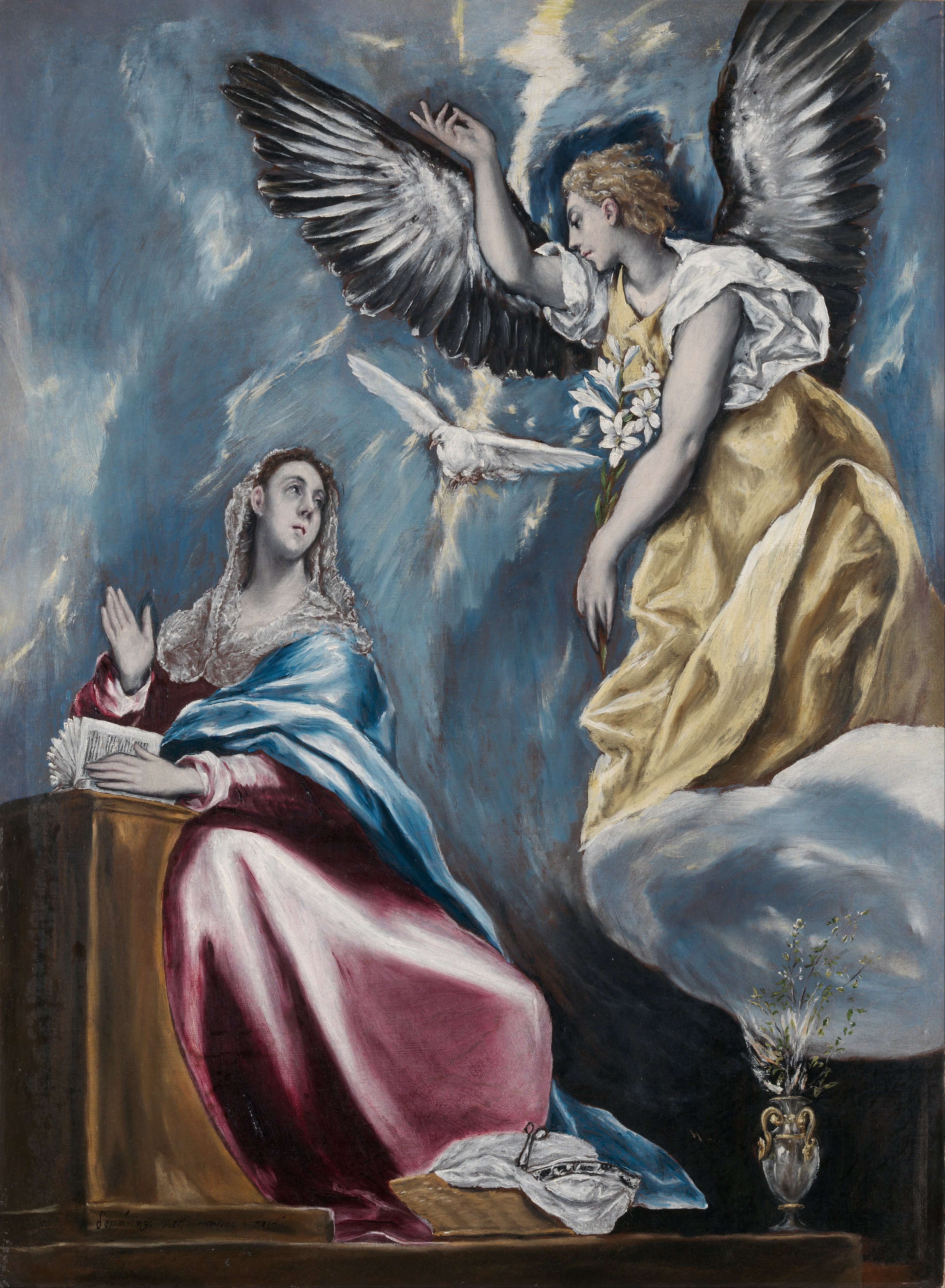
1595年 - 1600年
油彩 91cm×66.5cm
ブダペスト ブダペスト国立西洋美術館

1907年にパリにて画商Franz Kleinbergerから購入し、入手した。

## ビルバオの受胎告知 (1596年)

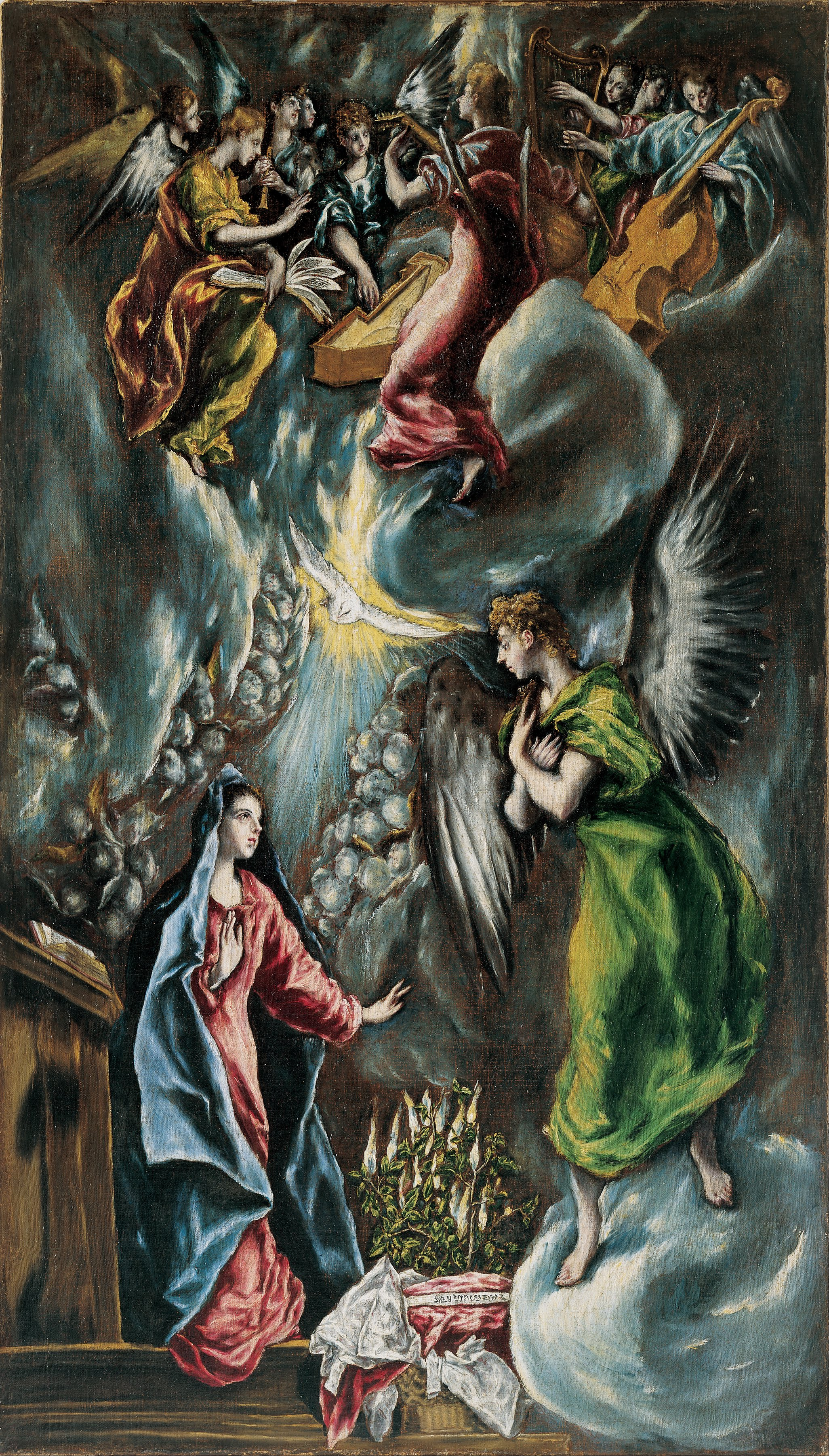
1596年 - 1600年
油彩 113.5cm×66cm
ビルバオ美術館

## ドーニャ・マリア・デ・アラゴン学院大祭壇画の受胎告知 (1596年)

1596年 - 1600年
油彩 315cm×174cm
マドリッド プラド美術館

『受胎告知』 マドリード 、プラド美術館 (1596-1600年)
この受胎告知図はドーニャ・マリア・デ・アラゴン学院の大祭壇画で、中央下部に当てはまる絵画として作られたとJ.M.ピタ・アンドラーデとM.アルマグロ、ゴルベアは推測している。この祭壇画の受注はグレコの制作活動の内最大規模の大きさと報酬であった。1596年にエンカルナシオン学院に納めるために発注された。
一般的に受胎告知として知られるが、実際は学院の正式名称である「託身の我らが聖母」に対して捧げられたものである。このシーンは受胎したことを知らせる「告知」のシーンではなく、神の子がマリアの体内に宿った瞬間をえがいたものである。天井から溢れ出る光と中央で翼を広げる聖霊である鳩が、神秘の成就を示している。
修道院は、還俗、国有化の後に1814年、カディス議会の議場として使用された。その後祭壇画は解体され、作品は分散された。本作は、王立サンフェルナンドアカデミー、トリニダード美術館を経て、1873年ごろにプラド美術館に収蔵されている。元の祭壇画を再現するものは残っていないが、2011年時点でブカレスト国立美術館の《羊飼いの礼拝》とプラド美術館の《キリストの洗礼》と本作があったとする見解が強い。

### 来歴（ドーニャ・マリア・デ・アラゴン学院大祭壇画の受胎告知）
作品の契約は1596年12月に交わされ、当初は1599年の降誕祭までに設置の予定であった。しかし実際は1600年7月12日に完成した作品群がマドリードに送られた。

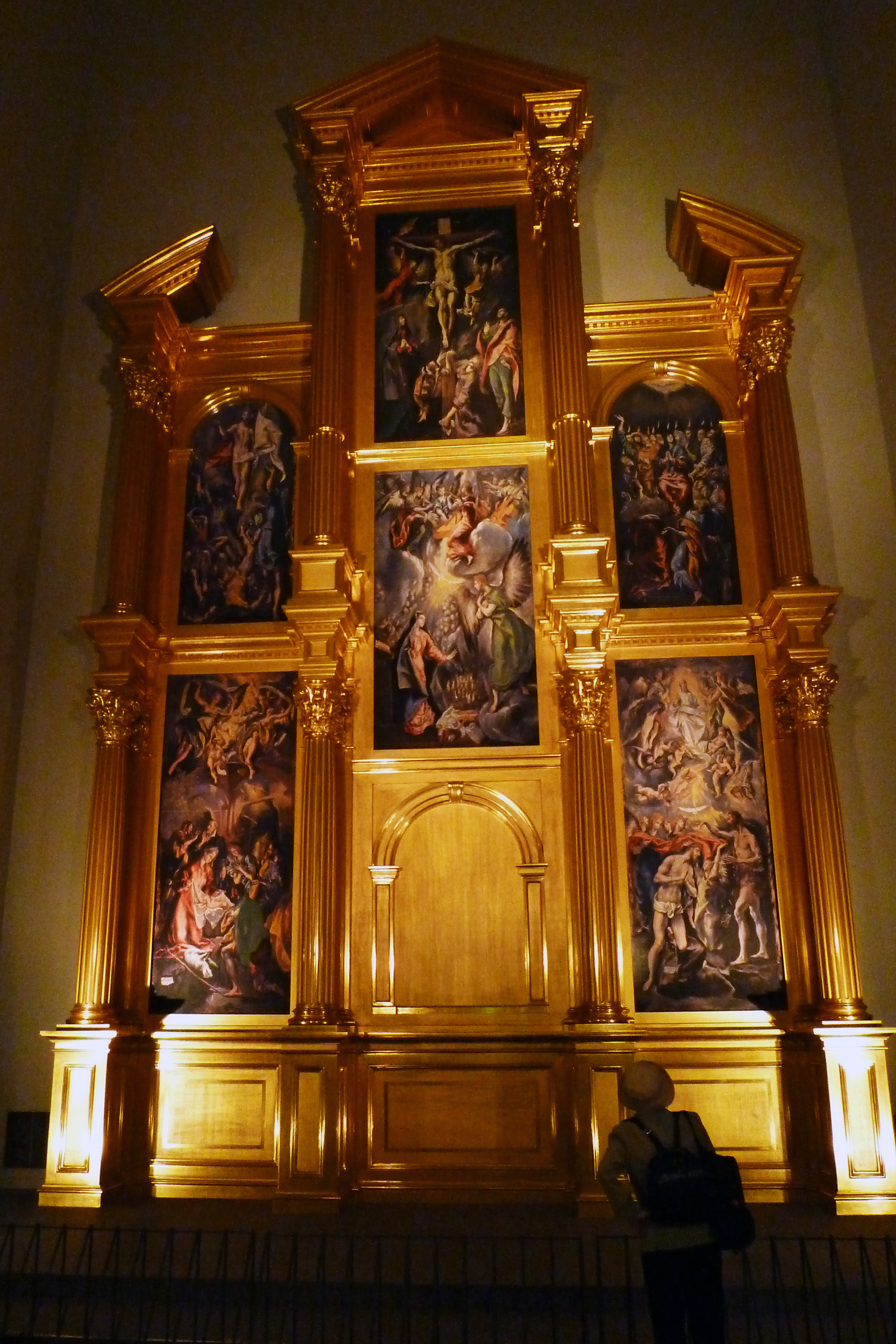
ドーニャ・マリア・アラゴン学院祭壇画の推定復元衝立（大塚国際美術館）。本作は中央に位置している。

## ティッセン＝ボルネミッサ美術館の受胎告知 (1597年)

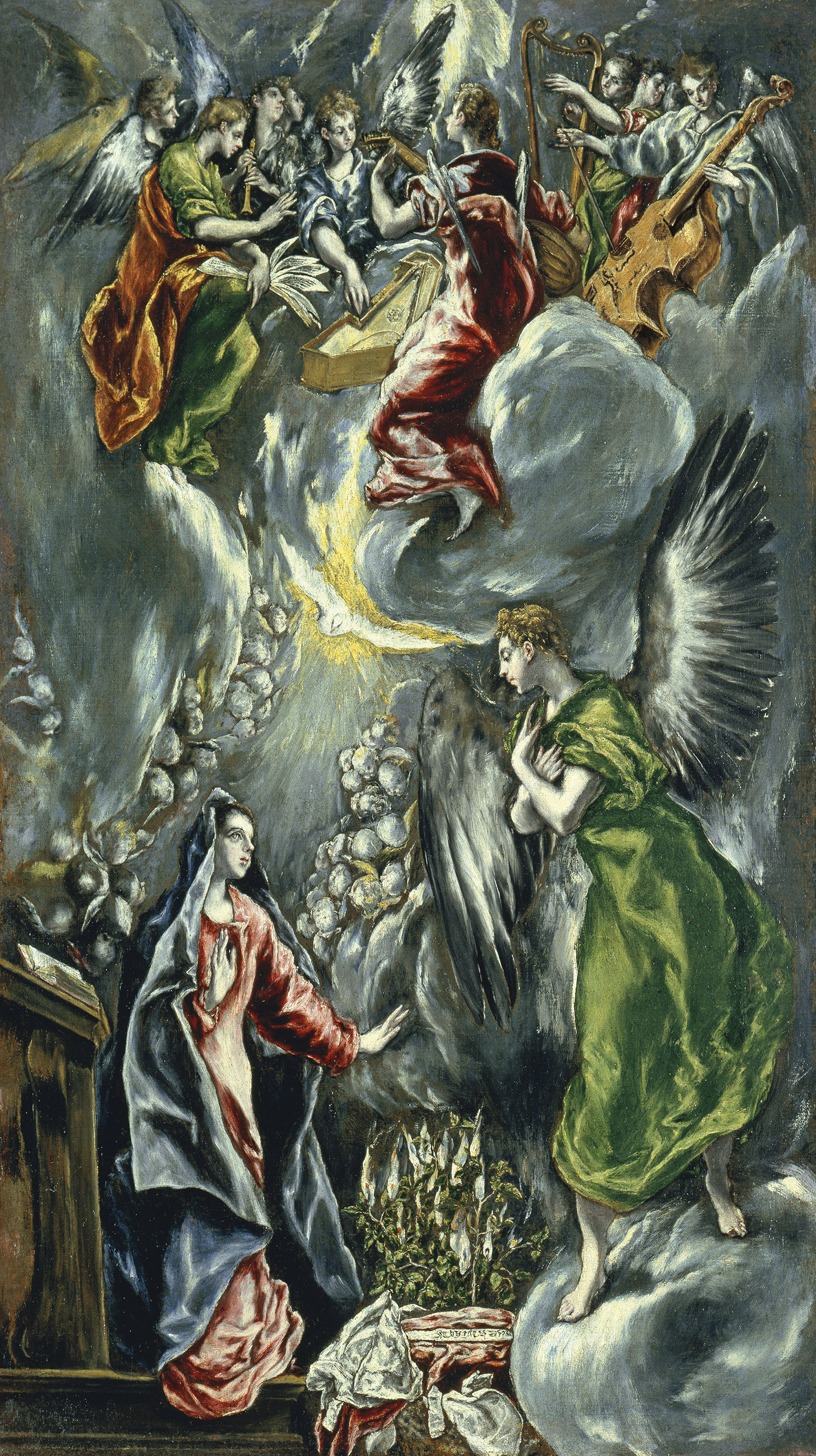
1597年 - 1600年
油彩 114cm×67cm
マドリッド ティッセン＝ボルネミッサ美術館

本作はプラド美術館に収蔵されている作品のレプリカである。

## サンパウロ美術館の受胎告知 (1600年)

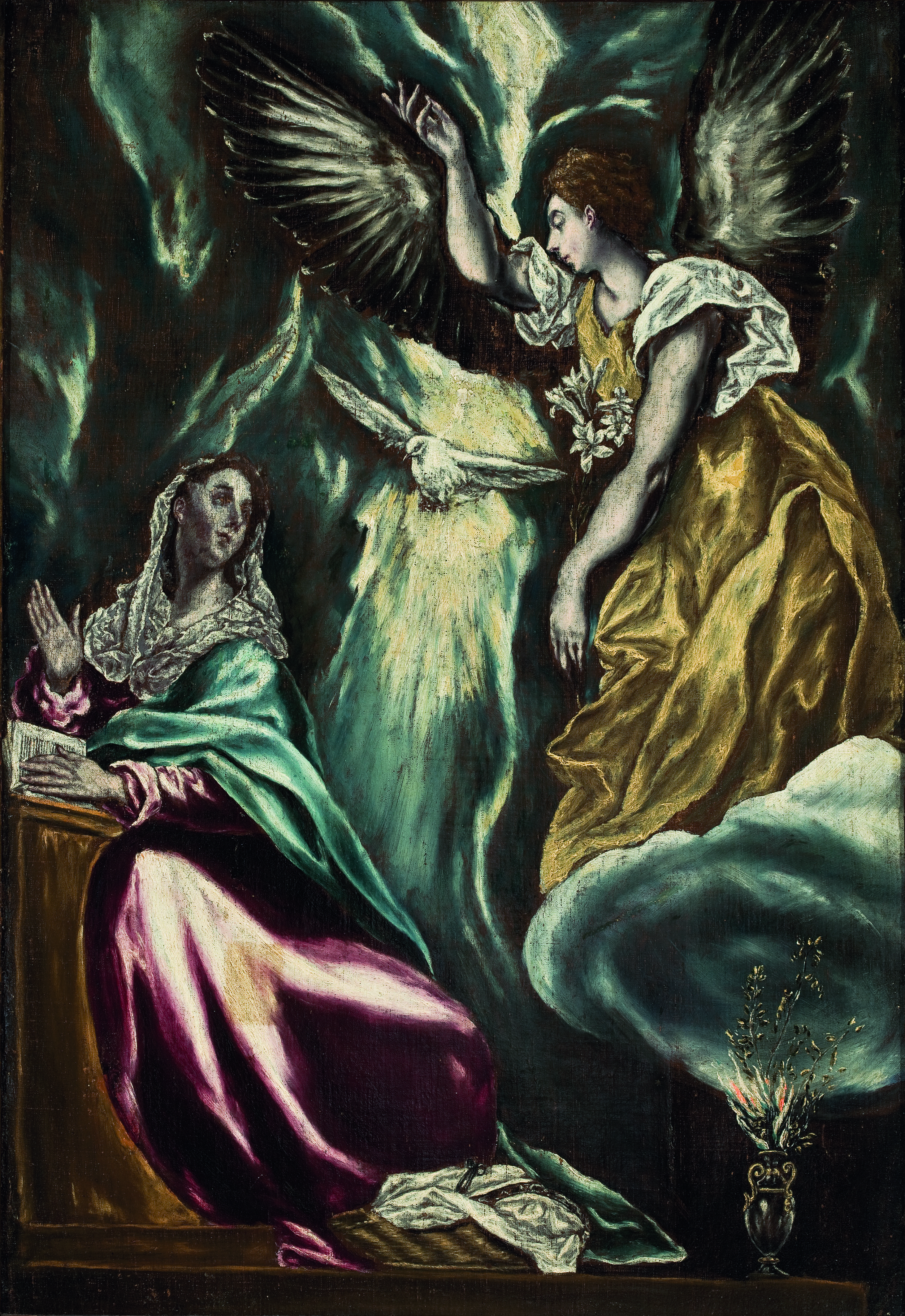
1600年
油彩 107cm×74cm
サンパウロ サンパウロ美術館

サンパウロ美術館所蔵のグレコによる受胎告知

## トレド美術館の受胎告知 (1600年)

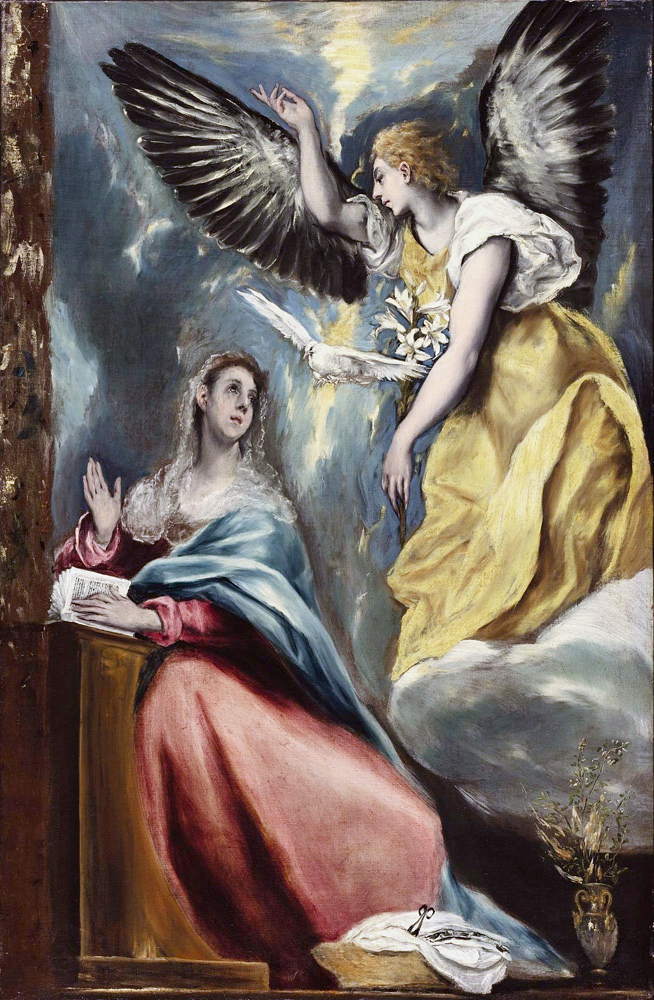
1600年
油彩 128cm×83cm
オハイオ州 トレド美術館

トレド美術館所蔵のグレコによる受胎告知

## イリェスカス慈愛病院の受胎告知 (1603年)

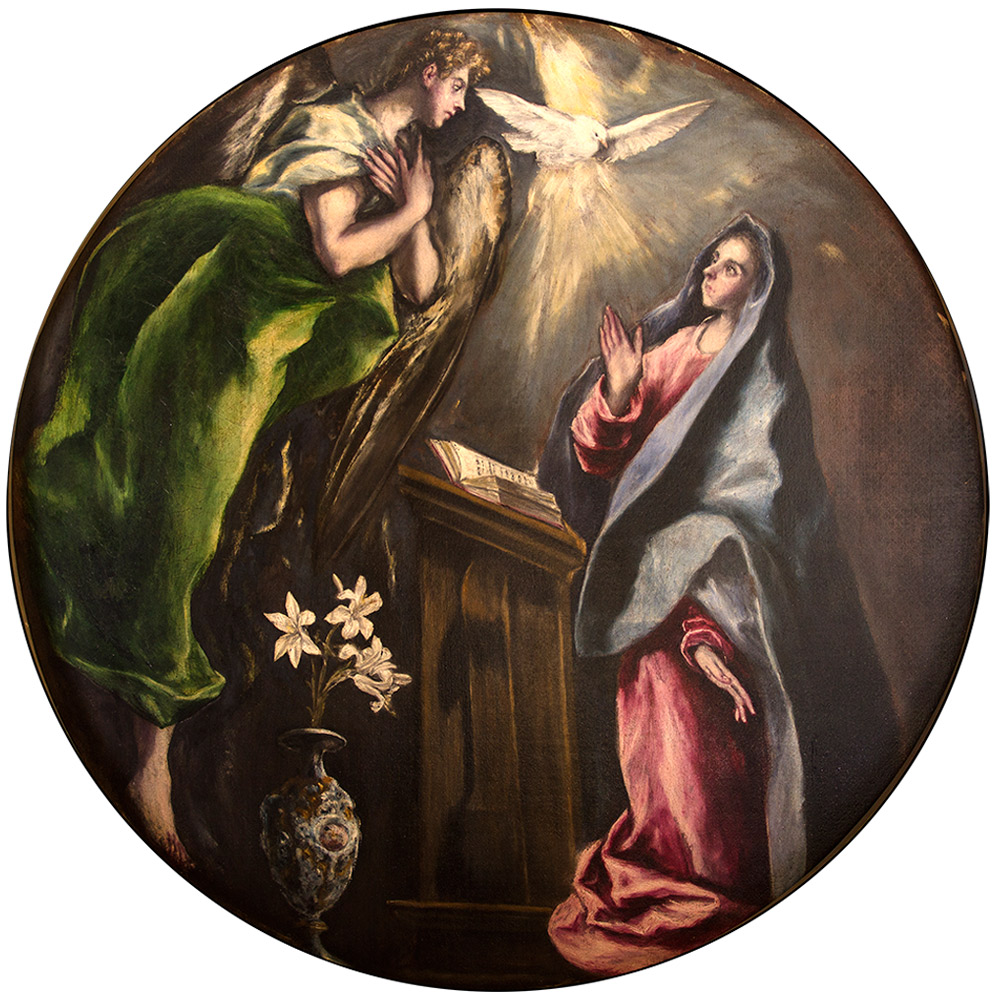
1603年 - 1605年
油彩 直径128cm
トレド 、カリダー施療院

『受胎告知』 トレド、 カリダー施療院 (1603-1605年) 

## タベーラ施療院の受胎告知 (1608年)
個人所蔵のグレコによる受胎告知

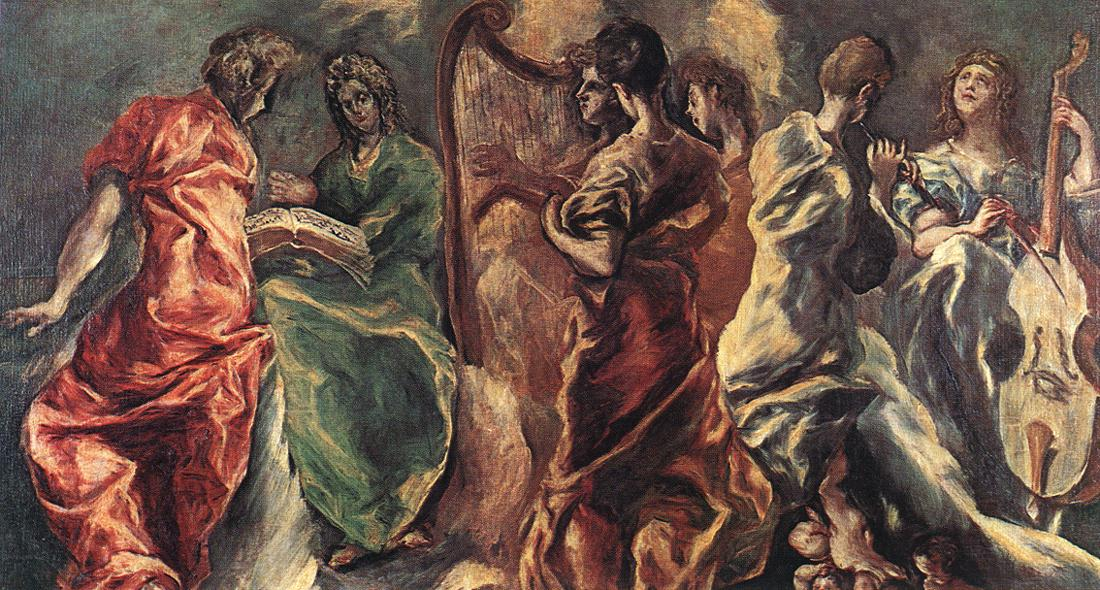
1608年 - 1614年
油彩 115cm×217cm
アテナ アテナ国立美術館

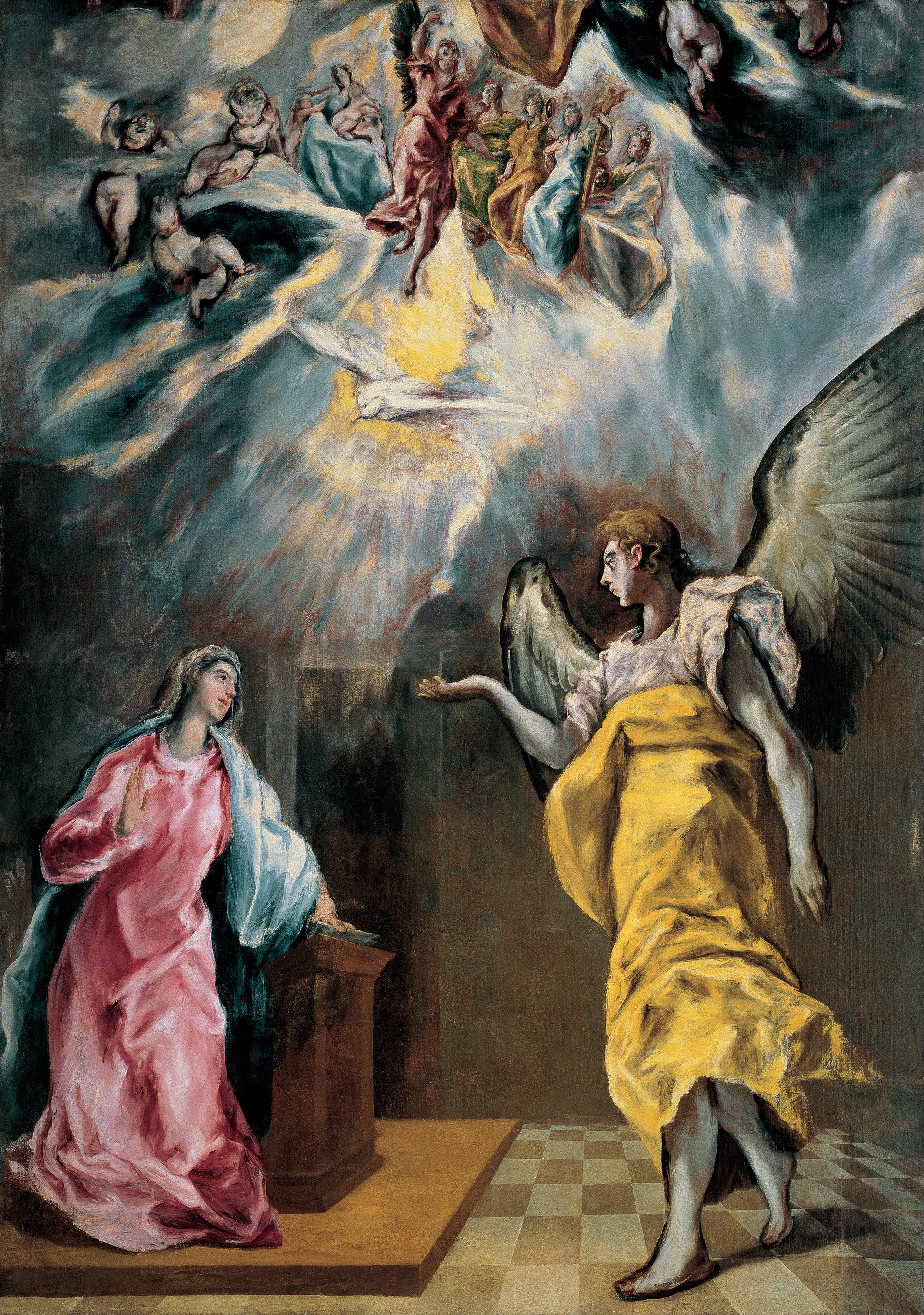
1608年 - 1614年
油彩 294cm×209cm
マドリッド サンタンデール・セントラル・イスパノ銀行

本作は元々タベーラ施療院の付属教会のために作られたが、2013年の時点で上部はアテナ国立美術館に、下部は1983年にはマドリッドのウルキーホ銀行にあったが、後にサンタンデール・セントラル・イスパノ財団の手元に収蔵されている。

### 来歴（タベーラ施療院の受胎告知）
本作は元々タベーラ病院付属教会の絵画、彫刻を含む祭壇衝立の一部であり、契約は1608年11月16日に結ばれた。グレコ没年時に作成された財産目録によると、1621年には未完成の状態であったと考えられる。しかしこれ以外の祭壇衝立画である《洗礼》、《第五の封印》の制作状況から、本作もグレコの生前に構想が成立していたともみなすことができる
。